# Toon Boom Animation
Toon Boom Animation公司是一間1994年成立、總部位於加拿大魁北克省蒙特婁的軟件公司，主要開發可用於電影、電視、電腦動畫、遊戲、移動設備、訓練設備及教育的動畫和分鏡製作軟件。2012年被康力斯娛樂收購。
Toon Boom的軟件在超過130個國家內使用，曾獲包括2005年和2012年的黃金時段艾美獎在內的等不同獎項。包括華特迪士尼動畫工作室、Disney Television Animation、皮克斯、卡通頻道、华纳兄弟动画公司、福斯、中国中央电视台等在內的不少廠商均曾使用該公司的軟件製作動畫。